# 山背久我国造
山背久我国造（やましろのくがのくにのみやつこ・やましろのくがこくぞう）は、山背久我国を支配した国造。

## 概要
久我神社の社伝に登場する国造で、「国造本紀」等の史料に記録はないが、大分国造、千葉国造など、その記載に漏れた国造は他にも存在する。ただし、『山背国風土記』逸文には建角身命が久我国の北山に座を定めたとの記事がある。

### 祖先
- 『先代旧事本紀』「神代本紀」に、天神立命が山代久我直の祖と伝わる。
- 『先代旧事本紀』「天神本紀」に、饒速日命に随行した天神立命が山背久我直の祖、天世平命（天世乎命の誤記）が久我直の祖と記される。
- 久我神社創祀の伝承として、祭神の興我萬代継神が山背久我国造の祖神とされる。久我神社は現在祭神として建角身命、玉依比売命、別雷神を祀る。

### 氏族
山背久我氏（やましろのくがうじ、姓は直）で、単に久我氏とも表記される。天神立命（天押立命）は『新撰姓氏録』で河内国神別の役直、摂津国未定雑姓の葛城直の祖とされ、賀茂県主氏・葛城国造と同族である。山城国には久我直のほか、今木直、粟田直、錦部直などの国造同族と見られる氏族が確認できる。

## 本拠
京都府京都市久我一帯か。現在は久我神社や久我という地名がある。

## 氏神
京都府京都市伏見区に鎮座する式内社の久何神社に比定される久我神社。

### 関連神社
久我神社（くがじんじゃ）
愛宕郡の式内社で、京都府京都市北区に鎮座する。現在は賀茂別雷神社の境外摂社とされる。

### 墓
恵解山古墳
京都府長岡京市勝竜寺・久貝にある前方後円墳で、全長120メートルの墳丘を持ち5世紀前半の築造とされる。